# Steven Geray
Steven Geray est un acteur américain d'origine hongroise, né István Gyergyay le 10 novembre 1904 à Ungvár, Autriche-Hongrie (aujourd'hui, Oujhorod en Ukraine), et mort le 26 décembre 1973 à Los Angeles.

## Filmographie partielle
- 1941 : Shanghaï (The Shanghai Gesture) de Josef von Sternberg
- 1942 : Shanghaï, nid d'espions[1] (Secret Agent of Japan) d'Irving Pichel
- 1942 : The Moon and Sixpence d'Albert Lewin
- 1942 : Blue, White and Perfect de Herbert I. Leeds
- 1942 : Les Yeux dans les ténèbres (Eyes in the Night) de Fred Zinnemann
- 1943 : Le Fantôme de l'Opéra (Phantom of the Opera) d'Arthur Lubin
- 1943 : La Bête (Whistling in Brooklyn) de S. Sylvan Simon
- 1944 : Le Masque de Dimitrios (The Mask of Dimitrios), de Jean Negulesco
- 1944 : Les Conspirateurs (The Conspirators), de Jean Negulesco
- 1944 : Meet the People de Charles Reisner
- 1944 : Hommes du monde (In Society) de Jean Yarbrough
- 1945 : Tarzan et les Amazones (Tarzan and the Amazons) de Kurt Neumann
- 1945 : Hôtel Berlin (Hotel Berlin) de Peter Godfrey
- 1945 : La Maison du docteur Edwardes (Spellbound) d'Alfred Hitchcock
- 1945 : Pris au piège (Cornered) d'Edward Dmytryk
- 1946 : Gilda, de Charles Vidor
- 1946 : Une nuit mouvementée (Deadline at Dawn) de Harold Clurman (en)
- 1946 : So Dark the Night, de Joseph H. Lewis
- 1947 : L'Infidèle (The Unfaithful)
- 1947 : J'accuse cette femme (Mr. District Attorney) de Robert B. Sinclair
- 1948 : Les Liens du passé (I love Trouble) de S. Sylvan Simon
- 1948 : La Fin d'un tueur (The Dark Past) de Rudolph Maté
- 1949 : Chasse aux maris (Once More, My Darling) de Robert Montgomery
- 1949 : El Paso, ville sans loi (El Paso) de Lewis R. Foster
- 1950 : Le Violent (In a Lonely Place), de Nicholas Ray
- 1950 : La Dame sans passeport (A Lady Without Passport) de Joseph H. Lewis
- 1950 : Ève (All about Eve) de Joseph L. Mankiewicz
- 1950 : Dans l'ombre de San Francisco (Woman on the Run) de Norman Foster
- 1951 : Vendeur pour dames de Michael Gordon
- 1951 : La Maison sur la colline de Robert Wise
- 1951 : Espionne de mon cœur (My Favorite Spy) de Norman Z. McLeod
- 1952 : L'Affaire de Trinidad (Affair in Trinidad) de Vincent Sherman
- 1953 : Histoire de trois amours (The Story of Three Loves) de Gottfried Reinhardt et Vincente Minnelli
- 1953 : Appelez-moi Madame (Call Me Madam), de Walter Lang
- 1953 : Les hommes préfèrent les blondes (Gentlemen Prefer Blondes) de Howard Hawks
- 1953 : La Légende de l'épée magique (The Golden Blade) de Nathan Juran
- 1953 : French Line (The French Line) de Lloyd Bacon
- 1954 : Un grain de folie (Knock on Wood) de Melvin Frank et Norman Panama
- 1954 : Le Maître du monde (Tobor the Great) de Lee Sholem
- 1955 : La Main au collet (To Catch a Thief) d'Alfred Hitchcock
- 1955 : New York confidentiel (New York Confidential) de Russell Rouse
- 1956 : Attaque (Attack) de Robert Aldrich
- 1958 : Un certain sourire (A Certain Smile), de Jean Negulesco
- 1959 : J'ai épousé un Français (Count Your Blessings) de Jean Negulesco
- 1965 : La Nef des fous (Ship of Fools) de Stanley Kramer
- 1966 : Jesse James contre Frankenstein (Jesse James Meets Frankenstein's Daughter) de William Beaudine
- 1966 : Notre homme Flint de Daniel Mann